# Dangerous Intrigue
Dangerous Intrigue è un film del 1936 diretto da David Selman.

## Produzione
Il film fu prodotto dalla Columbia Pictures Corporation con il titolo di lavorazione Doctor Steele. Venne girato dal 29 ottobre al 12 novembre 1935.

## Distribuzione
Distribuito dalla Columbia Pictures, uscì nelle sale cinematografiche degli Stati Uniti il 4 gennaio 1936. Nello stesso anno, uscì anche in Francia con il titolo Le Vagabond dangereux.